# هوندا لوگو
هوندا لوگو (Honda Logo) خودرویی است که در سال‌های ۱۹۹۶—۲۰۰۱تولید شده‌است. طراحی آن خودروهای موتور جلو-محور جلو، خودروهای موتور جلو-چهار چرخ متحرک بوده طول آن در حالت طبیعی ۳٬۷۸۵ میلیمتر (۱۴۹٫۰ اینچ)، عرض آن در حالت طبیعی ۱٬۶۴۵ میلیمتر (۶۴٫۸ اینچ) و ارتفاع آن در حالت طبیعی ۱٬۵۲۵ میلیمتر (۶۰٫۰ اینچ) و وزن آن در حالت طبیعی ۸۹۰ کیلوگرم (۱٬۹۶۲٫۱ پوند) است. سیستم جعبه‌دندهٔ آن ۵ دنده به دو صورت خودکار و دستی است.